# Zaim Topčić
Zaim Topčić (Glamoč, 1920. február 28. – Szarajevó, 1990. július 15.) bosnyák regényíró volt, aki „Grumen sunca” és „Crni snjegovi” (Fekete hó) című regényéért kétszer is elnyerte a Bosznia-Hercegovinai Írószövetség éves díját (fia, Zlatko Topčić szintén kétszeres nyertese ennek a díjnak).

## Élete és pályafutása
Glamočban született 1920. február 28-án, és élete nagy részét Szarajevóban töltötte. Felesége, Naila a Selimić családból származott (nagyapja az önkormányzati tanácstag, földbirtokos, jótékonykodó és filantróp Zaim-beg Selimić volt, aki a Kravica-vízesés tulajdonosa volt). Zaim a Belgrádi Egyetem Közgazdaságtudományi Karán szerzett diplomát.
A partizánok oldalán 1941 elejétől aktívan harcolt a második világháborúban. 1943-ban kommunistaként a jasenovaci koncentrációs táborban raboskodott, de később fogolycserével szabadult. A felszabadulás után a szarajevói rádió szerkesztője volt. A Bosznia-Hercegovinai Írószövetség alapítója, 1993-tól 2001-ig főtitkára, és elnökségi tagja volt. (2006 és 2010 között fia, Zlatko volt a főtitkár).
A „Zemlja heretika” (Eretnekek országa) című fontos történelmi regény szerzője, melyet Enes Duraković professzor a bosnyák irodalom 100 legjobb könyve közé sorolt. Legjelentősebb művei a „Nad bezdanom” (A szakadék fölött) és a „U susret danu” elbeszéléskötetek, „More među jablanima” (Tenger az almafák között), „Zemlja heretika”, „Dobijeni svijet” (Megszerzett világ), „Ljudolovka Jasenovac” (Jasenovaci embervadászat) és „Valter, Matoš” regények, „Sjene jeseni” (Az ősz árnyékai) dráma és a „Panorama našega vremena” (Korunk körképe) útleírás.
Topčić tagja volt a londoni Royal Institute of International Affairs-nek (Chatham House). Műveit több nyelvre lefordították. Szarajevóban élt feleségével, Nailával, fiával, Zlatkóval és lányával, Vesnával.

## Emlékezete
Ilidža községben egy utca az ő nevét viseli.

## Művei

### Elbeszélések
- Nad bezdanom, 1952.
- U susret danu, 1955.

### Regények
- Grumen sunca, 1958.
- Crni snjegovi, 1962.
- More među jablanima, 1966.
- Zemlja heretika, 1972.
- Dobijeni svijet, 1979.
- Ljudolovka Jasenovac, 1985.
- Valter, Matoš, 1991. (posztumusz jelent meg)

### Drame
- Sjene jeseni

### Putopisi
- Panorama našega vremena, 1958.

## Díjai
- A Bosznia-Hercegovinai Írószövetség éves díja „Grumen sunca” című regényéért, 1958.
- A Bosznia-Hercegovinai Írószövetség éves díja „Crni snjegovi” című regényéért, 1962.
- Bosznia-Hercegovina Július 27-e díja.

## Fordítás
Ez a szócikk részben vagy egészben  a   Zaim Topčić című angol Wikipédia-szócikk ezen változatának fordításán alapul.  Az eredeti cikk szerkesztőit annak laptörténete sorolja fel. Ez a jelzés csupán a megfogalmazás eredetét és a szerzői jogokat jelzi, nem szolgál a cikkben szereplő információk forrásmegjelöléseként.